# Allium arsuzense
Allium arsuzense — вид трав'янистих рослин родини амарилісові (Amaryllidaceae), ендемік Туреччини.

## Опис
Цибулина яйцеподібна, діаметром 1.5–2 см, без цибулинок; зовнішні оболонки сірувато-коричневі, внутрішні — брудно-білі. Стебло 35–60 см, тонке, циліндричне. Листків 2(3), вузько-лінійні, 10–30 см 2–8 мм, голі, іноді шорсткі на краю, коротші за стебло; піхви листя зазвичай темно-червоні. Зонтик діаметром 2–4 см, без повітряних цибулинок, 10–40-квітковий. Оцвітина циліндрична або зірчаста; сегменти білі зі злегка червонуватою серединною жилкою назовні. Пиляки й пилок жовті. Зав'язь яйцеподібно-куляста. Коробочка яйцеподібно-куляста.
Час цвітіння й плодоношення: червень і липень.

## Поширення
Ендемік Туреччини (південь).
Allium arsuzense відомий з однієї місцевості на півдні Анатолії та являє собою східноземноморський (гірський) елемент. Зростає на скельних і кам'янистих рівнинах на висоті (1300–1500 м н. р. м. в макісі.

## Етимологія
Арсуз (англ. Arsuz) — район провінції Хатай, де знайдено вид.